# Graphium subulatum
Graphium subulatum är en lavart som först beskrevs av Christian Gottfried Daniel Nees von Esenbeck, och fick sitt nu gällande namn av Pier Andrea Saccardo 1886. Graphium subulatum ingår i släktet Graphium och familjen Microascaceae.   Inga underarter finns listade i Catalogue of Life.